# Pleospora herbarum
Pleospora herbarum är en svampart som först beskrevs av Christiaan Hendrik Persoon, och fick sitt nu gällande namn av Gottlob Ludwig Rabenhorst 1854. Pleospora herbarum ingår i släktet Pleospora och familjen Pleosporaceae.  Arten är reproducerande i Sverige. Inga underarter finns listade i Catalogue of Life.